# Full Leather Jacket
"Full Leather Jacket" 21. je epizoda HBO-ove televizijske serije Obitelj Soprano i osma u drugoj sezoni serije. Napisali su je Robin Green i Mitchell Burgess, režirao Allen Coulter, a originalno je emitirana 5. ožujka 2000.

## Radnja
Matt Bevilaqua i Sean Gismonte počnu s Christopherom obijati sefove u tvornici. Matt i Sean su previše entuzijastični oko napredovanja u zločinačkoj organizaciji. Posjećuju i Richieja Aprilea, predstavljaju se te ga slušaju kako zbija šale na račun Christophera i njegova velikog nosa. U Bada Bingu, Matt i Sean u zahodu se pokušaju predstaviti Tonyju Sopranu, ali su nervozni pa ulaze u detalje posla s Chrisom. Tony nazove Seana budalom jer nije obratio pozornost na mogućnost postojanja prislušnih uređaja.
Christopher odlazi do doma Adrianine majke, gdje joj se ispriča što ju je ostavio u restoranu nekoliko tjedana ranije i ponudi joj prsten. Adriana automatski kaže "da", ali je njezina majka upozori da su joj, ako opet završi povrijeđena, "ova vrata zatvorena". 
Carmela i Tony zabrinuti su da bi Meadow mogla pohađati Kalifornijsko sveučilište, Berkeley. Carmela kaže Tonyju da, kako bi netko u modernom svijetu stekao prednost u primanju na elitne koledže, mora "znati nekoga ili donirati pet zgrada". Carmela se zatim sjeti kako je sestra blizanka njihove susjede, Jeannie Cusamano, Joan O'Connell, poznata studentica Sveučilišta Georgetown, koje je na vrhu Meadowinih želja. Nakon što Jeannie ne uspijeva nagovoriti Joan da napiše pismo preporuke, Carmela shvaća kako se stvar mora riješiti u četiri oka s pitom i fasciklom s Meadowinim srednjoškolskim svjedodžbama i preporukama profesora. Joan isprva odbije napisati pismo, ali joj Carmela zatim kaže kako je ona ne pita da to učini, nego da "traži". Joan upita Carmelu da li joj prijeti, a Carmela inzistira da nije. Carmela kaže "hvala na ovome" i pođe prema izlazu. Kasnije, Jeannie Cusamano posjećuje Carmelu kako bi joj vratila poslužavnik i kako bi je obavjestila da je Joan pogledala Meadowine svjedodžbe i napisala pismo preporuke. Carmela upita za primjerak, a Jeannie joj ga obeća donijeti.
Silvio i Paulie prisiljavaju Richieja Aprilea da pomogne Beansieju Gaeti šaljući svoga nećaka, Vita Spataforea, i nekoliko građevinskih radnika kako bi na Beansiejevoj kući napravili rampu za invalidska kolica. Richie isprva odbije; međutim, nakon što je čuo kako zahtjev dolazi od Tonyja, Richie pošalje Vita i jednog suradnika da se pobrinu da se posao odradi propisno. Tony zatim od Gie Gaeta čuje kako je posao obavljen napola i kako se radnici više nisu vratili. Richie kaže da će ga dovršiti s vremenom jer on trenutno renovira kuću Livije Soprano. Kao znak prijateljstva, Richie daje Tonyju jaknu od perja iz sedamdesetih koja je pripadala opakom Roccu DiMeu. Richie se počne hvaliti kako je Rocco smatran najopakijom osobom u okolini i da ga sada nema zato što je se za to pobrinuo sam Richie. Tony s oklijevanjem prihvati gestu, ali zatim proslijedi dar strojaru iz Poljske (koji trenutno radi kao taksist) — mužu svoje kućne pomoćnice, Liliane. Richie ugleda Lilianina muža kako nosi jaknu nakon što je došao Carmeli donijeti neko jelo koje je spremio. Richie se deprimira i razljuti.  
Matt i Sean postanu nervozni kad Furio dođe pokupiti Tonyjevih deset posto udjela i za sebe uzme tisuću dolara. Oni shvaćaju kako su sitne figure te se zabrinu za svoju budućnost unutar organizacije. Čekajući kasnije Christophera, Matt dođe na ideju da naprave nešto drastično kako bi stekli priznanje (kao Pussy 1983.). Dok Christopher izlazi iz zalogajnice u Kearnyju, zalete ga Matt i Sean i ustrijele tri puta dok on ne izvuče svoje oružje. Christopher ubija Seana nakon što ovaj nije uspio ukloniti sigurnosni pojas. Matt uspijeva pobjeći do Richiejeva okupljališta, gdje sve prizna Richieju i ustvrdi kako su to učinili kako bi se dokazali pred njim. Richie pobjesni rekavši: "Samo mi je to trebalo, da onaj dvolični nezahvalni seronja misli kako ja imam veze s time" te počne natjeravati Matta niz ulicu s bejzbolskom palicom. Međutim, Matt pobjegne jer je u boljoj fizičkoj spremi nego Richie.  
Ubrzo nakon što je čuo za Christopherovo ranjavanje, Tony i ostatak obitelji stižu u bolnicu te zauzmu pozicije uz Christopherovu postelju. Dok Christopher leži u komi, Tony sjedi u stolici i upita, "Kako se ovo moglo dogoditi?"

## Glavni glumci
- James Gandolfini kao Tony Soprano
- Lorraine Bracco kao Dr. Jennifer Melfi
- Edie Falco kao Carmela Soprano
- Michael Imperioli kao Christopher Moltisanti
- Dominic Chianese kao Corrado Soprano, Jr.
- Vincent Pastore kao Big Pussy Bonpensiero
- Steven Van Zandt kao Silvio Dante
- Tony Sirico kao Paulie Gualtieri
- Robert Iler kao Anthony Soprano, Jr.
- Jamie-Lynn Sigler kao Meadow Soprano
- Drea de Matteo kao Adriana La Cerva
- David Proval kao Richie Aprile
- Aida Turturro kao Janice Soprano
- Nancy Marchand kao Livia Soprano

### Gostujući glumci
| - Saundra Santiago kao Jean Cusamano i Joan O'Connell - Lillo Brancato, Jr. kao Matt Bevilaqua - Chris Tardio kao Sean Gismonte - Federico Castelluccio kao Furio Giunta - Paul Herman kao Beansie Gaeta - Steven R. Schirripa kao "Bacala" Baccalieri - Joseph Gannascoli kao Vito Spatafore - Vinnie Orofino kao Bryan Spatafore - Tom Aldredge kao Hugh de Angelis | - Susan Blackwell kao terapeutkinja - Joseph Carino kao tajnik - Raymond Franza kao Donny K - Patty McCormack kao Liz La Cerva - Katalin Pota kao Lilliana - Marek Przystup kao Stasiu - Stelio Savante kao Gaetano Giarizzo - Suzanne Shepherd kao Mary de Angelis - Donna Smythe kao Gia Gaeta |

## Prva pojavljivanja
- Liz La Cerva: majka Adriane La Cerve.

## Umrli
- Sean Gismonte: Christopher ga ustrijeli u samoobrani.

## Naslovna referenca
- Naslov epizode je igra riječima od naslova filma iz 1987. Full Metal Jacket, gdje se odnosi na metke koji probijaju pancirke. Ovdje se odnosi na pernatu jaknu koju Richie poklanja Tonyju. Nakon što Christopher biva pogođen, kamera se okreće prema pločniku prikazujući čahure koje su ispale iz oružja.

## Glazba
- Pjesma koja svira tijekom uvodne scene epizode je "Baker Street" Gerryja Raffertyja.
- Pjesma koja svira tijekom Richiejeva i Carmelina razgovora (dok poljski taksist preuzima televiziju) Stingova je "Fields of Gold".

## Produkcija
- Saundra Santiago u ovoj epizodi igra dvostruku ulogu portretirajući sestre blizanke, Jeannie Cusamano i Joannie O'Connell.
- Iako je ova epizoda bila osma u drugoj sezoni, producirana je kao sedma po redu.
- Za razliku od drugih epizoda, tijekom odjavne špice nema pjesme. Umjesto toga, samo se čuje zvuk Christopherova respiratora i otkucaji srca na aparatu.
- Ovo je najkraća epizoda serije: traje manje od 43 minute.
- Seana Gismontea ubija Christopher u autu jer je bio vezan pojasom. To je slično Livijinoj priči A.J.-u kako pojasevi mogu ubiti nekoga iz prethodne epizode, "D-Girl".

## Vanjske poveznice
- Full Leather Jacket u internetskoj bazi filmova IMDb-a